# Table des caractères Unicode/U2E000
Cette page contient des caractères spéciaux ou non latins. S’ils s’affichent mal (▯, ?, etc.), consultez la page d’aide Unicode.
Table des caractères Unicode U+2E000 à U+2EFFF.

## Caractères réservés
Cette plage de valeurs n'est pas encore affectée. Aucun caractère défini pour l'instant, ces points de codes ne peuvent être utilisés. Les blocs suivants seront éventuellement définis dans une version ultérieure d’Unicode :
- U+2E000 à U+2EFFF : — (réservé).

### Table des caractères
|               | 0 | 1 | 2 | 3 | 4 | 5 | 6 | 7 | 8 | 9 | A | B | C | D | E | F |
| ------------- | - | - | - | - | - | - | - | - | - | - | - | - | - | - | - | - |
| 2E00 ... 2EFF |   |   |   |   |   |   |   |   |   |   |   |   |   |   |   |   |